# キナイペニンシュラ郡 (アラスカ州)
キナイペニンシュラ郡（キナイペニンシュラぐん、英: Kenai Peninsula Borough）は、アメリカ合衆国アラスカ州の南部に位置する郡である。2010年国勢調査での人口は55,400人である。郡庁所在地はソルドトナ（人口4,163人）であり、郡内では3番目に人口の多い都市である。上位に来る都市はキナイ（人口7,100人）とホーマー（人口5,003人）である。キナイペニンシュラ郡は1960年に設立された。郡域にはキナイ半島と本土側の隣接地を含んでいる。

## 地理
キナイペニンシュラ郡は北緯60度25分、西経151度15分に位置している。アメリカ合衆国国勢調査局に拠れば、郡域全面積は24,800平方マイル ((64,231.7 km2)であり、このうち陸地は16,000平方マイル (41,439.8 km2)、水域は8,700平方マイル (22,532.9 km2)で水域率は35.31%である。

### 隣接する郡と国勢調査地域

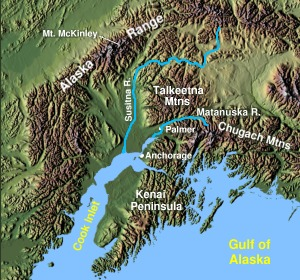
キナイ半島

- ベセル国勢調査地域 - 北西
- マタヌスカ・スシトナ郡 - 北
- アンカレッジ統合市郡 - 北
- バルデス・コルドバ国勢調査地域 - 東
- レイクアンドペニンシュラ郡 - 西
- コディアックアイランド郡 - 南

### 国立保護地域
- アラスカ海洋国立野生生物保護区、アラスカ湾にかかっている
  - チズウェル諸島
  - タクセドニ原生地
- チュガチ国立の森（部分）
- カトマイ国立公園および保護地（部分）
  - カトマイ原生地（部分）
- キーナイ・フィヨルド国立公園
- キナイ国立野生生物保護区
  - キナイ原生地
- レイク・クラーク国立公園および保護地（部分）
  - レイク・クラーク原生地（部分）

## 生態系
ベア湖とトレイル湖群ではサケの増殖が行われている。どちらもクック入江水産養殖協会が管理している。これらの施設で孵化した魚はホーマー釣堀に放流される。クック入江キーパーとクック入江地域市民諮問委員会が地域の資源を利用する公的政策に影響を及ぼそうという団体である。

## 人口動態
以下は2000年の国勢調査による人口統計データである。
| 基礎データ - 人口: 49,700人 - 世帯数: 18,400 世帯 - 家族数: 12,700 家族 - 人口密度: 1人/km2（3人/mi2） - 住居数: 24,900 軒 - 住居密度: 1軒/km2（2/mi2） 人種別人口構成 - 白人: 86% - アフリカン・アメリカン: 1%未満 - ネイティブ・アメリカン: 7% - アジア人: 1%未満 - 太平洋諸島系: 1%未満 - その他の人種: 4% - 混血: 1% - ヒスパニック・ラテン系: 2% 言語による構成 - ロシア語：1.92% - スペイン語：1.74% | 年齢別人口構成 - 18歳未満: 30% - 18-24歳: 7% - 25-44歳: 30% - 45-64歳: 26% - 65歳以上: 7% - 年齢の中央値: 36歳 - 性比（女性100人あたり男性の人口） - 総人口: 109 - 18歳以上: 110 世帯と家族（対世帯数） - 18歳未満の子供がいる: 38% - 結婚・同居している夫婦: 55% - 未婚・離婚・死別女性が世帯主: 9% - 非家族世帯: 31% - 単身世帯: 25% - 65歳以上の老人1人暮らし: 5% - 平均構成人数 - 世帯: 2.6人 - 家族: 3.2人 |

## 政府とインフラ
郡庁所在地のソルドトナに郡全体の政府があり、郡長と郡全体の地域を代表する議会とがある。消費税と資産税を徴収し、道路の維持やゴミ回収などのサービスを行い、また1990年代と2000年代初期に群を襲ったトウヒキクイムシ被害の回復を行った。法人化された町も独自の政府と市政委員会を持っている。
アラスカ州矯正省がスワードの近くでスプリングクリーク矯正センター、キナイの近くでワイルドウッド矯正複合施設を運営している。

## 都市と町
| - ホーマー - カチェマック - キナイ | - セルドビア - スワード - ソルドトナ - 郡庁所在地 |

### 国勢調査指定地域
| - アンカーポイント - クラムガルチ - コホー - クーパーランディング - クラウンポイント - フォックスリバー - フリッツクリーク - ハリバットコーブ - ハッピーバレー - ホープ | - カリフォンスキー - カシロフ - ムースパス - ニキスキ - ニコラエフスク - ニニルチック - ポートグラハム - プリムローズ - リッジウェイ - サラマトフ | - スターリング - タイオネック |

### 1990年以後に指定された国勢調査指定地域
| - ベアクリーク - ベルーガ - ダイアモンドリッジ - ファニーリバー - ローウェルポイント | - ミラーランディング - ナンワレク - セルドビアビレッジ - サンライズ |

### 未編入の町
| - カチェマックセロ - ラズドルナ - ボズネセンカ |